# 65ª Squadriglia
La 65ª Squadriglia del Servizio Aeronautico del Regio Esercito dal 15 dicembre del 1918 vola con aerei Ansaldo S.V.A..

## Storia

### Prima guerra mondiale
Il 31 ottobre 1918 nasce la 65ª Squadriglia Ansaldo S.V.A. a Ponte San Pietro ed il 15 dicembre dispone di 8 SVA.
Il 15 febbraio 1919 è a Riva di Chieri con 12 aerei.

### Guerra d'Etiopia
Il 1 settembre 1935 rinasce la 65ª Squadriglia AO della Regia Aeronautica con sede all'Aeroporto di Poggio Renatico. Il 26 ottobre la squadriglia va a Napoli nell'ambito della Guerra d'Etiopia; ai primi di novembre il reparto si imbarca per Mogadiscio (poi Aeroporto Internazionale Aden Adde) dove arriva tra il 20 e il 22 novembre; nei giorni successivi effettua il montaggio e le esercitazioni di volo e di tiro; alla fine di dicembre l'unità partecipa alle prime operazioni belliche in dipendenza del XXXI Gruppo del 7º Stormo sui Caproni Ca.111.
Al 15 gennaio 1936 è ancora a Mogadiscio.
Nell'ambito della Battaglia dell'Ogaden l'8 marzo 1936 sgancia su Gunu Gadu 18 bombe da 40 kg di Fosgene, azione ripetuta il giorno successivo sui pozzi di Labbe Darre dove torna l'11 marzo con 16 bombe C500T all'Iprite.

### Africa Orientale Italiana
Al 1º ottobre 1936 è nel XXXI Gruppo autonomo dell'Aeroporto di Giggiga sui Ca.111 del Comando settore aeronautico sud di Mogadiscio dell'Africa Orientale Italiana.
Dal gennaio 1938 era all'Aeroporto di Neghelli.

### Guerra civile spagnola
La 65ª Squadriglia d'Assalto, che faceva parte del XXXV Gruppo Autonomo B.V. dell'Aviazione Legionaria della Regia Aeronautica prese parte nella Guerra civile spagnola dall'aprile 1937, con 13 Breda Ba.65 della prima serie equipaggiata con il motore Gnome-Rhône 14K, in operazioni a Santander nell'agosto 1937, ed, in seguito, a Teruel. Partecipò anche alle battaglie per il fiume Ebro.
Dall'ottobre 1937 vi faceva parte anche il Sergente Umberto Coppini.
Nel 1937 svolse 1153 ore 55’ di volo, 557 crociere vigilanza protezione interdizione, 45 ricognizioni a vista e fotografiche e 27 spezzonamenti
e mitragliamenti.
Il 18 febbraio 1938, durante lo scontro decisivo della battaglia di Teruel, in Spagna, 12 velivoli Ba.65 della Squadriglia sono impiegati nello spezzonamento-mitragliamento delle vie di comunicazione. Nell’attacco il velivolo n° 18, pilotato dal capitano Duilio Fanali, futuro Capo di Stato Maggiore dell’Aeronautica, viene colpito da circa cento schegge di granata, ma la robusta struttura del velivolo d’assalto della Breda gli consentirà di rientrare alla base nonostante i danni. La battaglia di Teruel, combattuta tra il dicembre del 1937 ed il febbraio del 1938, vedrà la vittoria delle forze nazionaliste con gravi perdite dei repubblicani e sarà determinante per le sorti del conflitto.
L’Aviazione Legionaria, che svolge un ruolo fondamentale nella battaglia, nella giornata del 18 febbraio produce il massimo sforzo con circa 150 sortite di caccia CR.32, bombardieri S.79, S.81, BR.20 e velivoli d’assalto Ba.65. 
Nel 1938 svole 896 ore 20’ di volo, 134 crociere vigilanza protezione interdizione, 12 ricognizioni a vista e fotografiche, 307 spezzonamenti
e mitragliamenti, 53 bombardamenti in picchiata e 25 in quota e nel 1939 fino al mese di maggio 246 ore 40’ di volo, 10 crociere vigilanza protezione interdizione, 6 ricognizioni a vista e fotografiche, 34 spezzonamenti e mitragliamenti e 6 bombardamenti in picchiata.

### Seconda guerra mondiale
Al 10 giugno 1940 in Italia la 65^ era nel 31º Gruppo con 8 Fiat B.R.20 all'Aeroporto di Aviano nel 18º Stormo Bombardamento Terrestre ed in AOI era a Neghelli con 6 Caproni Ca.133.
Il 12 giugno 1940 due pattuglie di tre Caproni Ca.133 ciascuna della 65ª Squadriglia dell'Aeronautica dell'Africa Orientale, attaccarono le posizioni alleate attorno a Moyale, in due momenti successivi.
Il 06 luglio 1941 dalle ore 20.45 alle 22.10, 3 velivoli Fiat BR-20 decollano da Catania per bombardamento notturno su Malta. Il primo velivolo rientra alla base alle 21.45 per avaria ai motori. Il terzo apparecchio rientra alla base all'una e trenta dopo aver sgangiato le bombe da 250 kg sull'obiettivo. Il secondo apparecchio non rientra alla base. Dalle testimonianze di alcuni pescatori si evince che verso mezzanotte, a circa sei miglia la largo del fiume Simeto,  si era sentito il rumore di un velivolo, seguito da fiammelle e poi un tonfo in mare. Le ricerche effettuate il giorno dopo con idrovolanti partiti dall'aeroporto di Augusta, con un motoscafo ed un motoveliero dragamine (al quale si aggungerà un velivolo Fi 156 Storch della Croce Rossa del C.A.I. pilotato dal Ten. Bruno Bianco), individueranno solo una vasta chiazza oleosa e nessuna traccia del velivolo a causa della profondità del fondale. L'equipaggio era composto da:
I° pilota:Ten. Carlo Natalucci,
II° pilota: S.Ten. Gianfranco Magrini (o Magarini),
Motorista: Serg. Magg. Lepoldo Zava,
Radiotelegrafista : 1º Aviere Vincenzo Celani.

### Dopo la seconda guerra mondiale
Dopo il 1956 fino al 1º maggio 1959 era inquadrata nel 6º Gruppo caccia sui F-86K dell'Aeronautica militare all'Aeroporto di Istrana.
La 65ª Squadriglia I.T. (Intercettori Teleguidati) rinasce nel 1959 sull'Aeroporto di Brescia-Montichiari dotata di Nike Ajax inquadrata nel 7º Gruppo IT che il 1º ottobre 1963 diventa 7º Reparto I.T. della 1ª Aerobrigata Intercettori Teleguidati. Nel 1964 si trasformò in 65º Gruppo IT Nike Hercules.
Nel novembre 1977 passa alle dipendenze del 17º Reparto IT che il 1º novembre 1985 assunse la nuova denominazione di 17º stormo
fino alla chiusura del 25 febbraio 1999.